# Zasavje Trail
De Zasavje Trail (Sloveens: Zasavska planinska pot) is een langeafstandswandelpad in Slovenië. De Zasavje Trail is 200 kilometer lang en loopt in twaalf etappes van de wijnheuvels van Bizeljsko tot de top van de Kum-berg, het hoogste punt van de Posavje-heuvels.